# Firaisana Anjoma
Firaisana Anjoma è una città e comune del Madagascar situata nel distretto di Toamasina I, regione di Atsinanana. 
La popolazione del comune rilevata nel censimento 2001 era pari a 25 464 unità.